# Campamento CICA
Campamento CICA är en ort i Mexiko.   Den ligger i kommunen San Blas och delstaten Nayarit, i den sydvästra delen av landet, 800 km väster om huvudstaden Mexico City. Campamento CICA ligger 71 meter över havet och antalet invånare är 624. Den ligger på ön Isla María Madre.
Terrängen runt Campamento CICA är kuperad åt sydost, men åt nordväst är den platt. Havet är nära Campamento CICA åt nordväst. Runt Campamento CICA är det ganska glesbefolkat, med 45 invånare per kvadratkilometer. Närmaste större samhälle är Campamento Aserradero, 2,8 km öster om Campamento CICA. 